# 990
990 (CMXC) fue un año común comenzado en miércoles del calendario juliano, en vigor en aquella fecha.

## Acontecimientos
- En Suecia, Svend Forkbeard, rey vikingo danés funda la aldea de Lund.
- 1 de enero: Rus de Kiev adopta el calendario juliano.

## Nacimientos
- Conrado II, emperador del Sacro Imperio Romano Germánico.
- Guido d'Arezzo, teórico musical italiano.

## Fallecimientos
- Dunash ben Labrat, poeta judío.
- Oliba Cabreta, conde catalán.
- Nathamuni, yogui y escritor indio (n. 920).

## miscelánea
Es, según la Saga Harry Potter el año de la fundación del Colegio Hogwarts de Magia y Hechicería